# Pilníkov (nádraží)
Pilníkov je železniční stanice v severozápadní části stejnojmenného města v okrese Trutnov v Královéhradeckém kraji nedaleko Pilníkovského potoka. Leží na neelektrizované trati Chlumec nad Cidlinou – Trutnov.

## Historie
Stanice byla otevřena 21. prosince 1870 společností Rakouská severozápadní dráha (ÖNWB), která zprovoznila svou trať z Trutnova do Kunčic nad Labem, 1. června 1871 prodlouženou přes Starou Paku do Ostroměře, odkud již existovala dostavěná trať do Chlumce nad Cidlinou. Autorem univerzalizované podoby stanic pro celou dráhu byl architekt Carl Schlimp. Trasa byla výsledkem snahy o propojení železniční sítě ÖNWB severovýchodním směrem k hranicím s Pruskem.
Po zestátnění ÖNWB v roce 1908 pak obsluhovala stanici jedna společnost, Císařsko-královské státní dráhy (kkStB), po roce 1918 pak správu přebraly Československé státní dráhy.

## Popis
Nachází se zde dvě nekrytá jednostranná nástupiště, k příchodu na ně slouží přechody přes koleje.